# 有棘赤血球性舞踏病
有棘赤血球性舞踏病（ゆうきょくせっけっきゅうせいぶとうびょう　コレア・アカントサイトーシス）とは末梢血に多数の有棘赤血球を認め、舞踏病、咬舌、末梢神経障害などをしめす病気である。Levin-Critchley症候群ともいう。

## 原因
第9染色体上のCHAC遺伝子の異常で常染色体劣性遺伝である。

## 症状
20代の発症が多く、男性に多い。初発症状は口周囲の不随意運動で舌打ちとともに奇声をあげることが多い。口周囲に自傷行為がみられる。てんかん発作、精神症状、認知症、ポリニューロパチーなども認められる。

## 検査
MRIでは尾状核の萎縮と大脳皮質の萎縮が認められる。これはハンチントン病と同様である。しかしハンチントン病では認められない検査の特徴として、末梢赤血球の約20％が有棘赤血球となること、高CK血症を示すこと、針筋電図で神経原性変化があり神経伝導速度検査で軸索障害を示すことなどがあげられる。

## 治療
舞踏運動に対してはハロペリドールなど抗ドパミン作動薬を用いる。てんかんに対しては抗てんかん薬を用いる。

## 予後
慢性進行性で10～20年で寝たきりとなる。